# South Moreton
South Moreton – wieś w Anglii, w hrabstwie Oxfordshire, w dystrykcie South Oxfordshire. Leży 19 km na południe od Oksfordu i 75 km na zachód od Londynu. W 2001 miejscowość liczyła 350 mieszkańców.